# Hondstonijn
De Hondstonijn (Gymnosarda unicolor) is een straalvinnige vis uit de familie van makrelen (Scombridae) en behoort derhalve tot de orde van baarsachtigen (Perciformes). De vis kan een lengte bereiken van 248 cm. Het is de enige soort binnen het geslacht Gymnosarda.

## Leefomgeving
De hondstonijn is een zoutwatervis. De vis prefereert een tropisch klimaat en heeft zich verspreid over de Grote en Indische Oceaan. De diepteverspreiding is 0 tot 100 m onder het wateroppervlak.

## Relatie tot de mens
De hondstonijn is voor de visserij van beperkt commercieel belang. In de hengelsport wordt er weinig op de vis gejaagd.
Voor de mens is deze tonijn potentieel gevaarlijk, omdat er vermeldingen van ciguatera-vergiftiging zijn geweest.